# Conrad von Molo
Konrad Kurt Ludwig Ritter von Molo (* 21. Dezember 1906 in Wien; † 12. August 1997 in München) war ein deutsch-österreichischer Filmeditor, Synchronregisseur, Filmproduzent und Dialogautor.

## Leben und Wirken
Der Sohn von Walter von Molo und Zwillingsbruder der Schauspielerin Trude von Molo wuchs in Berlin auf, wo er auch an der Universität studierte. Während des Studiums knüpfte Molo ersten Kontakt zum Journalismus und arbeitete als Nachtredakteur beim Berliner Tageblatt. In dieser Funktion war er auch 1928 bei der Weltpremiere von Bertolt Brechts und Kurt Weills Die Dreigroschenoper anwesend.
1929 knüpfte Molo ersten Kontakt zum Film, ging aber gleich darauf für zwei Jahre nach Indien, um von dort für deutsche Zeitungen zu berichten. Wieder zurück, begann er als Schnittassistent zu arbeiten. Bei Fritz Langs letztem deutschen Film vor dem Machtantritt der Nationalsozialisten, Das Testament des Dr. Mabuse, fungierte Molo als Schnittmeister. Er folgte Lang im Sommer 1933 ins Exil, nachdem dieser ihm angeboten hatte, den Schnitt zu seiner Molnar-Verfilmung Liliom zu übernehmen. Conrad von Molo blieb bis 1939 im Ausland, in dieser Zeit schnitt er unter anderem in London auch britische Produktionen. Im April 1939 wurde seine Anwesenheit in Rom vermeldet.
Infolge des Kriegsausbruchs kehrte Conrad von Molo nach Deutschland zurück und fand rasch Anschluss an das Filmgeschehen im NS-Staat. Dort besorgte er den Schnitt zu einer Reihe von NS-Filmen. Sein Hauptarbeitgeber während des Krieges war nun die UFA. Anfänglich (1940) wurde er auch als Regieassistent eingesetzt.
Nach dem Kriegsende beteiligte sich von Molo am Aufbau der deutschen Wochenschau Welt im Film und an der Wiedereröffnung der Bavaria in Geiselgasteig. 1947 gründete er die ‘Ala-Film’, die er zwei Jahre später in ‘Aura-Film’ umbenannte. Erst 1978 wurde diese Firma aufgelöst. Vor allem in den 50er und frühen 60er Jahren produzierte von Molo eine Reihe von Filmen und war überdies (besonders in den 50er bis frühen 70er Jahren) als Synchronregisseur und Autor der deutschen Dialoge an einer Fülle von deutschen Fassungen ausländischer Filme beteiligt.
Im März 1942 heiratete von Molo in Berlin Beatrice (später: Beate) Moissi (* 1906 in München; † 1998), die Tochter des Schauspielerehepaars Alexander Moissi und Marie Urfus. Beider Tochter ist die Schauspielerin Elisabeth von Molo (* 1944), der Schauspieler Gedeon Burkhard ist ihr Enkelkind.
Zuletzt führte er seine eigene Synchronfirma Molo-Film als einen Familienbetrieb, so etwa bei der deutschen Fassung von Peter Bogdanovichs frühem Meisterwerk Die letzte Vorstellung. Dort führte Conrad von Molo Regie, seine Frau schrieb das Dialogbuch und die Tochter wurde die deutsche Stimme von Cybill Shepherd.
Molo, seit 1974 überzeugter Vegetarier, starb 90-jährig in München. Seine Frau überlebte ihn um ein Jahr. Beide sind auf dem Münchner Waldfriedhof Solln beerdigt.

## Filmografie (Auswahl)

### Als Editor
- 1931: Die Koffer des Herrn O.F.
- 1932: Die Vier vom Bob 13
- 1932: Kavaliere vom Kurfürstendamm
- 1932: Ich will Dich Liebe lehren
- 1932/1933: Das Testament des Dr. Mabuse
- 1933/34: Liliom
- 1935: Der Amateur-Gentleman (The Amateur Gentleman)
- 1936: Im Banne der Eifersucht (Accused)
- 1936: Gangster, Frauen und Brillanten (Jump for Glory)
- 1940: Unser Fräulein Doktor
- 1940: Stukas
- 1941/1942: GPU
- 1943: Der kleine Grenzverkehr

### Als Produzent, Produktions- oder Herstellungsleiter
- 1952: Der große Zapfenstreich
- 1954: Ludwig II.
- 1955: Ich suche Dich
- 1958: Der Mann, der nicht nein sagen konnte
- 1959: Ja, so ein Mädchen mit 16
- 1960: Mit Himbeergeist geht alles besser
- 1961: Eins, zwei, drei
- 1966: Lautlose Waffen (ungenannt)
- 1968: Die Katze (TV)